# Gakgatla
Gakgatla is een dorp in het district Kweneng in Botswana. Het dorp ligt ongeveer 40 km ten noordwesten van Gaborone. De plaats telt 654 inwoners (2011).